# Diócesis de Nakhon Sawan
La diócesis de Nakhon Sawan (en latín: Dioecesis Nakhonsauanen(sis) y en tailandés: เขตมิสซังนครสวรรค์) es una circunscripción eclesiástica latina de la Iglesia católica en Tailandia, sufragánea de la arquidiócesis de Bangkok. La diócesis tiene al obispo Joseph Pibul Visitnondachai como su ordinario desde el 19 de junio de 2009.

## Territorio y organización
La diócesis tiene 93 547 km² y extiende su jurisdicción sobre los fieles católicos de rito latino residentes en las provincias de: Chainat, Kamphaeng Phet, Lopburi, Nakhon Sawan, Saraburi, Sukhothai, Tak, Uthai Thani y Uttaradit.
La sede de la diócesis se encuentra en la ciudad de Nakhon Sawan, en donde se halla la Catedral de Santa Ana.
En 2019 en la diócesis existían 43 parroquias.

## Historia
La diócesis de Nakhorn-Sawan fue erigida el 9 de febrero de 1967 con la bula Officii Nostri del papa Pablo VI, obteniendo el territorio de la arquidiócesis de Bangkok.
El 2 de julio de 1969, por decreto Cum Excellentissimus de la Congregación para la Evangelización de los Pueblos, tomó su nombre actual.
El 20 de junio de 1970 se amplió en virtud del decreto Cum ad disciplinae de la Congregación para la Evangelización de los Pueblos, incorporando el territorio de la provincia de Uttaradit, que pertenecía a la diócesis de Chiang Mai.

## Estadísticas
De acuerdo al Anuario Pontificio 2020 la diócesis tenía a fines de 2019 un total de 16 900 fieles bautizados.
| Año                                                                             | Población            | Población | Población      | Sacerdotes | Sacerdotes    | Sacerdotes    | Bautizados por sacerdote | Diáconos permanentes | Religiosos | Religiosos | Parroquias |
| Año                                                                             | Bautizados católicos | Total     | % de católicos | Total      | Clero secular | Clero regular | Bautizados por sacerdote | Diáconos permanentes | Varones    | Mujeres    | Parroquias |
| ------------------------------------------------------------------------------- | -------------------- | --------- | -------------- | ---------- | ------------- | ------------- | ------------------------ | -------------------- | ---------- | ---------- | ---------- |
| 1970                                                                            | 4171                 | 3 987 765 | 0.1            | 17         | 17            |               | 245                      |                      |            | 21         | 12         |
| 1980                                                                            | 5518                 | 5 650 000 | 0.1            | 19         | 3             | 16            | 290                      |                      | 21         | 25         |            |
| 1990                                                                            | 8380                 | 7 338 125 | 0.1            | 22         | 13            | 9             | 380                      |                      | 12         | 22         | 20         |
| 1999                                                                            | 9537                 | 7 549 813 | 0.1            | 28         | 22            | 6             | 340                      |                      | 11         | 24         | 22         |
| 2000                                                                            | 9856                 | 8 299 235 | 0.1            | 29         | 21            | 8             | 339                      |                      | 11         | 33         | 22         |
| 2001                                                                            | 9237                 | 8 272 430 | 0.1            | 27         | 20            | 7             | 342                      |                      | 12         | 37         | 28         |
| 2002                                                                            | 10 272               | 8 280 400 | 0.1            | 25         | 18            | 7             | 410                      |                      | 12         | 37         | 28         |
| 2003                                                                            | 11 251               | 9 036 800 | 0.1            | 25         | 18            | 7             | 450                      |                      | 12         | 37         | 28         |
| 2004                                                                            | 10 878               | 8 358 639 | 0.1            | 36         | 35            | 1             | 302                      |                      | 6          | 44         | 28         |
| 2013                                                                            | 16 229               | 8 599 000 | 0.2            | 36         | 31            | 5             | 450                      | 1                    | 10         | 69         | 31         |
| 2016                                                                            | 16 476               | 9 296 000 | 0.2            | 42         | 30            | 12            | 392                      |                      | 16         | 76         | 43         |
| 2019                                                                            | 16 900               | 9 532 680 | 0.2            | 52         | 37            | 15            | 325                      |                      | 19         | 76         | 43         |
| Fuente: Catholic-Hierarchy, que a su vez toma los datos del Anuario Pontificio. |                      |           |                |            |               |               |                          |                      |            |            |            |

## Episcopologio
- Michel-Auguste-Marie Langer, M.E.P. † (9 de febrero de 1967-24 de mayo de 1976 renunció)
- Joseph Banchong Aribarg † (24 de mayo de 1976-5 de noviembre de 1998 renunció)
- Louis Chamniern Santisukniram (5 de noviembre de 1998-1 de julio de 2005 nombrado arzobispo de Thare y Nonseng)
- Francis Xavier Kriengsak Kovithavanij (7 de marzo de 2007-14 de mayo de 2009 nombrado arzobispo de Bangkok)
- Joseph Pibul Visitnondachai, desde el 19 de junio de 2009